# ويليام روزير
ويليام روزير (بالفرنسية: William Rozier)‏ هو سباح فرنسي، ولد في 1908، وتوفي في 15 يناير 1983.

## وصلات خارجية
- ويليام روزير على موقع أوليمبيديا (الإنجليزية)